# Kris Clarkson
Kristian Clarkson (ur. 23 lipca 1984) – amerykański koszykarz.  Ma 202 cm wzrostu. Gra jako skrzydłowy/center. Były zawodnik Górnika Wałbrzych. 12.03.2008 klub rozwiązał z nim kontrakt z powodów dyscyplinarnych.

## Przebieg kariery
- 2005-2006 Widener (NCAA)
- 2006-2007 Worthersee Piraten (AUT)
- 2007-2008 Górnik Wałbrzych (POL)